# Chalcoecia heochroa
Chalcoecia heochroa là một loài bướm đêm trong họ Noctuidae.